# Abdij van San Giusto
De abdij van San Giusto is een cisterciënzer abdij, vier kilometer ten zuiden van Tuscania, in de provincie Viterbo (Lazio, Italië). 

## Geschiedenis
De plek waar de abdij zich bevindt, in de vallei van de rivier de Marta, was al bewoond in de periode van de Etrusken en Romeinen. In de abdij bevinden zich graftombes uit deze periode. Enkele documenten uit de tiende eeuw wijzen op het bestaan van een benedictijner abdij op deze plek. Op 26 juli 1146 stuurde de cisterciënzer abdij van Fontevivo (vlak bij Parma) een groep monniken om het klooster nieuw leven in te blazen. Op 2 april 1178 verleende paus Alexander III de cisterziënzer abdij van San Giusto belangrijke privileges en werd ze onder pauselijke bescherming geplaatst. Dit gebeurde onder abt Donato. Later verslechterde de relatie tussen de abdij van San Giusto en het moederhuis Fontevivo. Het generaal kapittel van de cisterciënzers beschuldigde de monniken van San Giusto dat ze de monastieke regel niet navolgden. Om deze reden werd de abt van San Giusto in 1202 uit zijn ambt gezet.  Vervolgens kwam San Giusto onder toezicht van de abdijen van Casamari en Tre Fontane. In de vijftiende eeuw werd de abdij van San Giusto opgeheven en verviel ze tot een ruïne.

Het complex gefotografeerd in 1970 door Paolo Monti, vóór de restauratie.
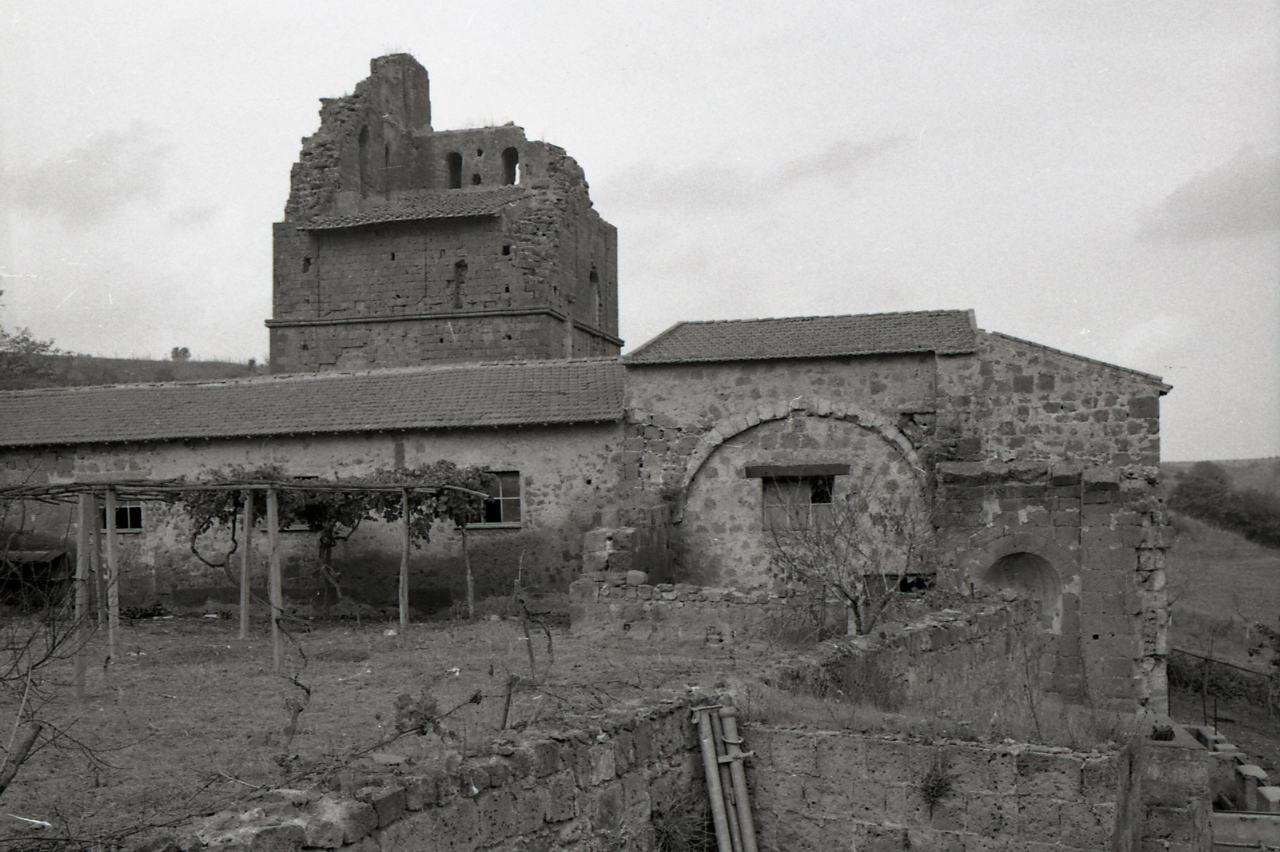
Buiten
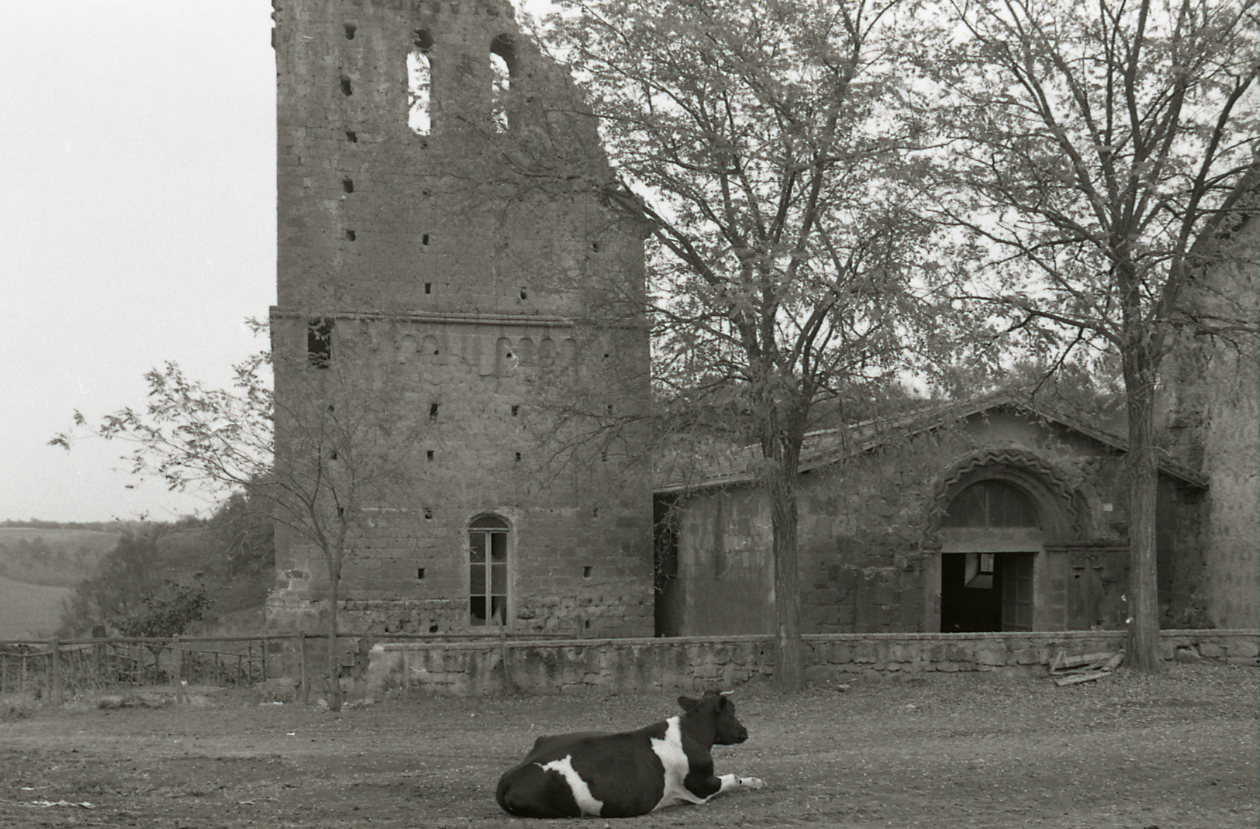
Buiten
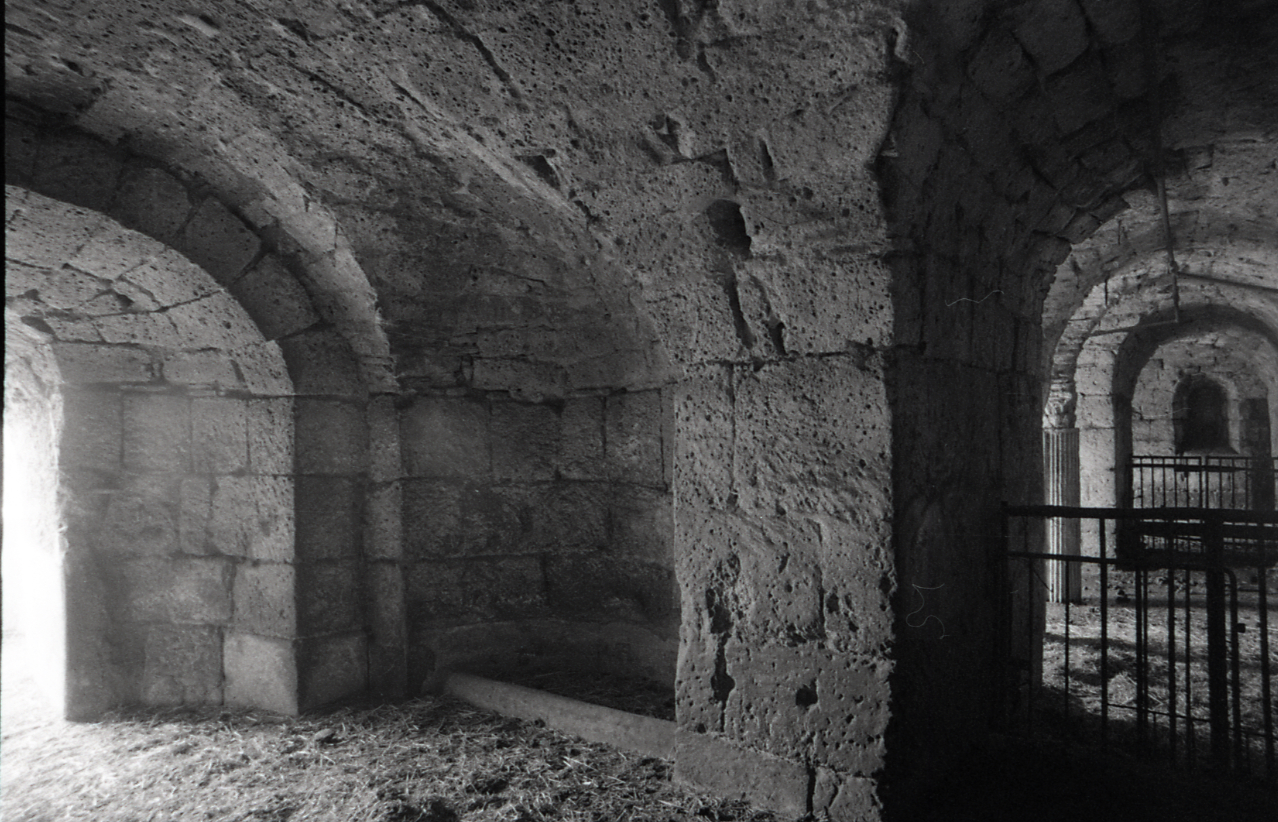
Binnen

## Restauratie
Halverwege de jaren ’90 kocht de Bolognese ingenieur en olympisch kampioen Mauro Checcoli de abdij van een herder die de vervallen kloostergebouwen gebruikte als stallen voor zijn dieren. Na het verrichten van archeologisch onderzoek heeft hij de abdij gerestaureerd.  Hij heeft de oude structuren van de gebouwen gereconstrueerd en dezelfde marmer- en steensoorten gebruikt. Zelfs de originele toiletten van de monniken zijn te zien.

## Architectuur
In architectonisch opzicht is San Giusto een typische cisterciënzer abdij van halverwege de twaalfde eeuw met een kerk, een toren, een kloostergang, een kapittelzaal, een parlatorium, een scriptorium, een refectorium, een cellarium, en twee slaapzalen (een voor de monniken, en de andere voor de lekenbroeders). Er is een crypte met verschillende Romeinse zuilen en kapitelen. De kerk is verdeeld in drie delen: een hoogkoor voor de monniken (hier bevond zich het hoofdaltaar), een middendeel voor de lekenbroeders, en een achterste deel voor gasten en pelgrims. Onder de huidige twaalfde-eeuwse kerk bevinden zich restanten van een kleinere, oudere kerk – waarschijnlijk de benedictijnse kerk die we kennen uit geschreven bronnen. De structuren hiervan zijn zichtbaar gemaakt. Ook zijn twee grote ovens blootgelegd, waarin de bronzen kerkklokken werden gegoten. De traditie vereiste dat de klokken, die vanuit de toren het liturgische ritme dicteerden, werden vervaardigd in gewijde grond: daarom bevinden ze zich precies onder de kerk. In de portaal bevindt zich een inscriptie in marmer: Rainerius levita et monachus hoc opus fieri iussit temporibus domini Alberici humilis abbatis (‘Rainerius, deken en monnik, gaf opdracht om dit werk te maken in de tijd van heer Albericus, nederige abt’). 

## Huidig gebruik
Tegenwoordig kunnen de kloostergebouwen gehuurd worden voor o.a. huwelijken, congressen en cursussen. Op het terrein is een Bed and Breakfast en een biologisch bedrijf waar lavendelolie wordt geproduceerd van de omringende lavendelvelden.